# Павловское (Белопольский район)
Павловское (укр. Павлівське) — село,
Куяновский сельский совет,
Белопольский район,
Сумская область,
Украина.
Код КОАТУУ — 5920684905. Население по переписи 2001 года составляло 18 человек .

## Географическое положение
Село Павловское находится на автомобильной дороге Т-1917 между сёлами Сергеевка и Воронино (1 км).
Рядом проходит железнодорожная ветка.